# Castiello de Guarga
Castiello de Guarga ist ein spanischer Ort in der Provinz Huesca der Autonomen Gemeinschaft Aragonien. Castiello de Guarga, im Pyrenäenvorland liegend, gehört zur Gemeinde Sabiñánigo. Der Ort hatte im Jahr 2015 fünf Einwohner.
Der Ort liegt etwa 25 Straßenkilometer südwestlich von Sabiñánigo und ist über die A1604 zu erreichen.

## Geschichte
Castiello de Guarga wurde im Jahr 1035 erstmals genannt.

## Sehenswürdigkeiten
- Romanische Kirche San Martín aus dem 12. Jahrhundert